# Koninklijke Sobeka Kajakclub Zwevegem
De Koninklijke Sobeka Kajakclub Zwevegem (KSKZ) is een kajakclub gevestigd in het West-Vlaamse Zwevegem. De club bevindt zich in het Gemeentelijk Centrum De Brug, nabij het kanaal Bossuit-Kortrijk. Zij is een van de grootste kajakclubs van België en speelt een prominente rol in de kajaksport aldaar, met een specialisatie in vlakwaterkajak, zowel in lijn als in marathon.

## Geschiedenis

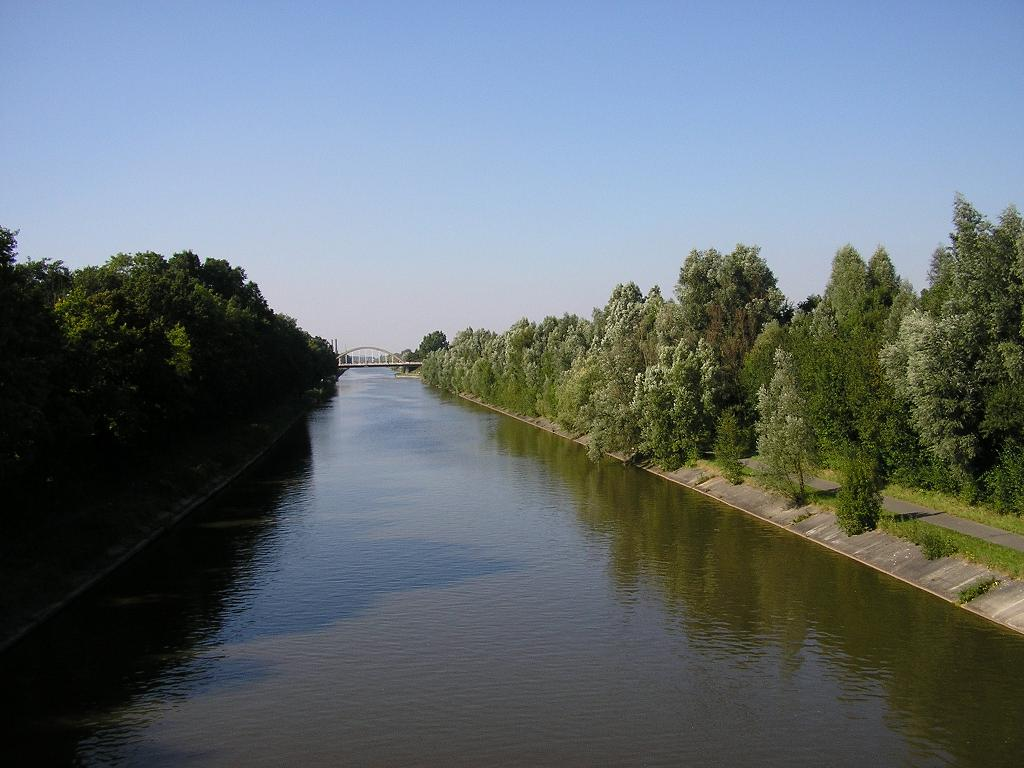
Het kanaal Bossuit-Kortrijk, waar de club sinds 1943 traint.

In 1943 richtten enkele werknemers van de firma Bekaert een kanoclub op onder de naam Beka-kanoclub. Het bestuur bestond uit F. Reyntjens, F. Matton, P. Ysenbaert en J. Naessens, met L.A. Bekaert en Max Velghe als erevoorzitters. Aanvankelijk was de club exclusief toegankelijk voor Bekaert-werknemers en hun familie. Door de omstandigheden tijdens en na de Tweede Wereldoorlog kende de club in de periode 1949-1951 een tijdelijke stilstand.
In 1951 maakte de club een herstart, waarbij het botenbestand werd vernieuwd en in 1956 voor het eerst koersboten werden aangeschaft. De loods werd uitgebreid om deze nieuwe boten op te slaan. In 1961 veranderde de clubnaam in SOBEKA-kanoclub (Sport & Ontspanning Beka), om de commerciële associatie te vermijden. Tegen 1966 was het ledenaantal gestegen tot 17.
Onder leiding van de nieuwe voorzitter Henri Vansweevelt en met steun van Joël Deschutter breidde de club tussen 1967 en 1976 verder uit. In 1969 werden meisjes toegelaten, een belangrijke verandering voor de tijd. Dankzij initiatieven zoals lotenverkoop en papierinzamelingen genereerde de club extra inkomsten. Clubleden bouwden zelf de eerste polyesterboten, en het ledenaantal groeide gestaag.
Vanaf 1977 brak de club internationaal door onder hoofdtrainer Willy Kint. Clubleden zoals Marc Pannecoucke behaalden wereldkampioenschappen, en nationale titels werden talrijk. SOBEKA organiseerde voor het eerst internationale wedstrijden en verwierf meer bekendheid. Met de komst van hoofdtrainer Dirk Deldaele groeide de club in de periode 1987-1992 uit tot een van de sterkste kanoclubs van België. Clubleden namen deel aan de Olympische Spelen van Seoel in 1988, en de club werd in 1990 met 225 leden de grootste van het land.
Op 11 maart 1993 kreeg de club de titel Koninklijke Sobeka Kanoclub Zwevegem (KSKZ), als erkenning voor haar rijke geschiedenis en sportieve verdiensten. Vanaf 2000 richtte KSKZ zich op verdere groei, met investeringen in infrastructuur, materiaal en ledenwerving. De club bleef succesvol, met verschillende atleten die zich kwalificeerden voor de Olympische Spelen.
In 2018, ter gelegenheid van het 75-jarig bestaan, werd de naam veranderd in Koninklijke Sobeka Kajakclub Zwevegem (KSKZ) om de nadruk te leggen op het gebruik van kajaks in plaats van kano’s.

## Voorzitters
- 1943 -1951: Leon Antone Bekaert en Max Velghe (co-voorzitters)
- 1951-1967: Joël Desutter
- 1967 - heden: Henri Vansweevelt

## Olympiërs
- Olympische Zomerspelen 1960 in Rome: Ivan Decock
- Olympische Zomerspelen 1988 in Seoul: Inge Coeck en Geert Deldaele
- Olympische Zomerspelen 1996 in Atlanta: Delphine Vandevenne
- Olympische Zomerspelen 2004 in Athene: Petra Santy en Wouter D'Haene
- Olympische Zomerspelen 2012 in Londen: Laurens Pannecoucke